# Elachiptera tuberculifera
Elachiptera tuberculifera är en tvåvingeart som först beskrevs av Corti 1909.  Elachiptera tuberculifera ingår i släktet Elachiptera och familjen fritflugor. Arten är reproducerande i Sverige. Inga underarter finns listade i Catalogue of Life.